# 帯織村
帯織村（おびおりむら）は、かつて新潟県南蒲原郡にあった村。

## 沿革
- 1889年（明治22年）4月1日 - 町村制の施行により、南蒲原郡帯織村、前谷内村、山王村、九ノ曽根村、荻島村及び岩淵村の区域をもって、南蒲原郡帯織村が発足する。
- 1901年（明治34年）11月1日 - 南蒲原郡大潟村及び帯織村が合併して、南蒲原郡大面村が発足する。